# Namibische Inlinehockeynationalmannschaft
Die namibische Inlinehockey-Nationalmannschaft ist die vom namibischen Nationaltrainer getroffene Auswahl namibischer Inlinehockeyspieler. Sie repräsentiert die Namibia Ice and InLine Hockey Association (NIIHA) auf internationaler Ebene, wie zum Beispiel bei der Inlinehockey-Weltmeisterschaft.

## Herren
Im Jahr 2005 konnte sich die Mannschaft das erste Mal für eine A-WM der IIHF qualifizieren und spielte in dem sogenannten B-Pool, jedoch stieg man nur drei Jahre später bei der Weltmeisterschaft 2007 in Deutschland wieder ab. Seit 2008 nehmen die Inlinehockeynationalmannschaften Namibias an der Inlinehockey-Weltmeisterschaft der FIRS teil. Der größte Erfolg war der Gewinn der Bronzemedaille bei den World Games 2025.

### IIHF-Weltmeisterschaft
- 2005 in  Kuopio – 14. Platz
- 2006 in  Budapest – 13. Platz
- 2007 in  Landshut und Passau – 15. Platz

Namibia ist seit 2017 kein Mitglied der IIHF mehr.

### FIRS/World-Skate-Weltmeisterschaft
- 2008 in  Düsseldorf – 9. Platz
- 2009 in  Varese – nicht qualifiziert
- 2011 in  Roccaraso – 14. Platz
- 2012 in  Bucaramanga – nicht qualifiziert
- 2013 in  Huntington Beach – 18. Platz
- 2014 in  Toulouse – 21. Platz
- 2015 in  Rosario – nicht teilgenommen
- 2016 in  Asiago-Roana – 15. Platz
- 2017 in  Nanjing – 11. Platz
- 2018 in  Asiago-Roana – nicht teilgenommen
- 2019 in  Barcelona – nicht teilgenommen
- 2021 in  Roccaraso – 10. Platz (2. Platz World Skate Cup)

### World Skate Games
- 2019 in  Barcelona: 15. Platz (von 24)

### World Games
- 2025 in  Chengdu – 3. Platz

## Damen

### FIRS-Weltmeisterschaft
- 2013 in  Huntington Beach – 8. Platz
- 2014 in  Toulouse – 6. Platz
- 2015 in  Rosario – nicht teilgenommen
- 2016 in  Asiago-Roana – 8. Platz
- 2018 in  Asiago-Roana – nicht teilgenommen

### World Skate Games
- 2024 in  Italien: 4. Platz

### Juniorinnen

#### World Skate Games
- 2022 in  Buenos Aires: 1. Platz[1]
- 2024 in  Italien: 3. Platz

#### European Championship
Namibia war bei der Austragung der European Championship 2023 von World Skate als Gastmannschaft geladen.
- 2023 in  Charlerois: 3. Platz[2]